# Réka Tolnai
Réka Beata Tolnai, född 31 maj 1998, är en svensk politiker. Tolnai var mellan maj år 2021 och 2023 förbundsordförande för Centerpartiets ungdomsförbund (CUF) efter att Ida Alterå avgått, och efterträddes av Caroline von Seth. Hon har även haft uppdrag i Nacka kommun där hon suttit i deras brottsförebyggande råd samt varit politisk sekreterare.

## Uppmärksammade händelser och uttalanden
Réka Tolnai blev tidigt i sin roll som förbundsordförande uppmärksammad för att ha publicerat en video där hon sagt att CUF vill avskaffa lagen om anställningsskydd (LAS) för att den "skyddar Britt-Marie, 45, som har suttit kvar i fikarummet i flera år, i stället för hårt arbetande unga" och att lagen därför behöver tas bort så att företag enklare kan säga upp äldre medarbetare för att unga ska få ta mer plats på arbetsmarknaden. I videon kallade hon även LAS för en "onödig sosselag". Hennes parti valde att ta avstånd från uttaladet, som kritiserats av såväl vänster- som högerdebattörer, exempelvis Ali Esbati och Ivar Arpi.
Centerpartiet har valt att ta avstånd från uttalandet. Martin Ådahl, arbetsmarknadspolitisk talesperson för Centerpartiet, sade att partiet inte vill avskaffa LAS, utan enbart reformera den. Han tillade även att deras ungdomsförbund självständigt får ha egna åsikter.
Tolnai har vid ett senare tillfälle uttalat att kritiken haft en positiv inverkan på henne och resulterat i att hundratusentals väljare numera vet vem hon är.
Hon har även sagt att hon vill att ungdomsförbundet ska ta ställning i fler kontroversiella frågor, exempelvis inom narkotikapolitiken där hon uttalat sig om att narkotika bör avkriminaliseras.
Tolnai skapade också stora rubriker då hon tackade ja till en resa till Schweiz och tobaksföretaget Philip Morris forskningscenter, betald av Philip Morris själva. Företaget uppvaktade politiker som en del av sitt lobbyarbete för att förändra svensk tobakslagstiftning.